# Protéine-kinase Ca2+/calmoduline-dépendante

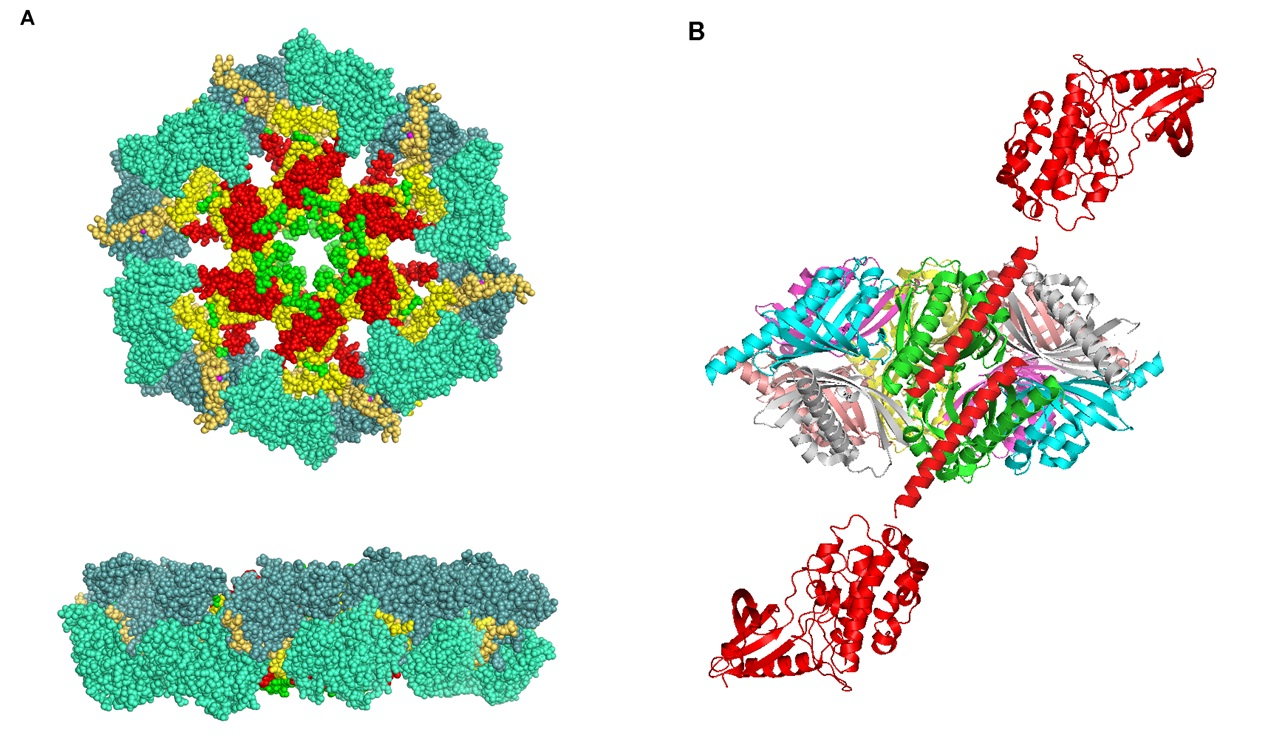
Une vue de l'holoenzyme gamma de la CaMKII dans la conformation ouverte (A) et fermée (B), par PDB 2ux0 et PDB 2v70.

Les protéines-kinases Ca2+/calmoduline-dépendantes ou CaM-kinases sont des kinases Sérine-Thréonine-dépendantes régulées par le complexe Ca2+/calmoduline.
La CaMKII est impliquée dans de nombreuses cascades de signalisation et est un médiateur putatif important de l'apprentissage et de la mémoire. La CaMKII est aussi nécessaire pour l'homéostasie calcique, et la recapture du calcium dans les cardiomyocytes le transport d'ions chlore dans les épithéliums, la sélection positive des cellules T, et l'activation des cellules T CD8. Il existe une corrélation entre une mauvaise régulation de la CaMKII et la maladie d'Alzheimer, le syndrome d'Angelman, et l'arythmie cardiaque (références 1 et 3).

## Types
Deux types de CaM-kinase existent :
- Les CaM-kinases spécialisées. Par exemple, la kinase des chaînes légères de la myosine (MLCK) qui phosphoryle la myosine, entraînant la contraction des muscles lisses.
- Les CaM-kinases multifonctionnelles. Elles sont également appelées génériquement « CaM-kinases II », qui jouent un rôle dans de nombreux processus, comme la sécrétion de neurotransmetteurs, la régulation par facteurs de transcription, et le métabolisme du glycogène. Elles représentent entre 1 et 2 % des protéines du cerveau.

## Structure et autorégulation

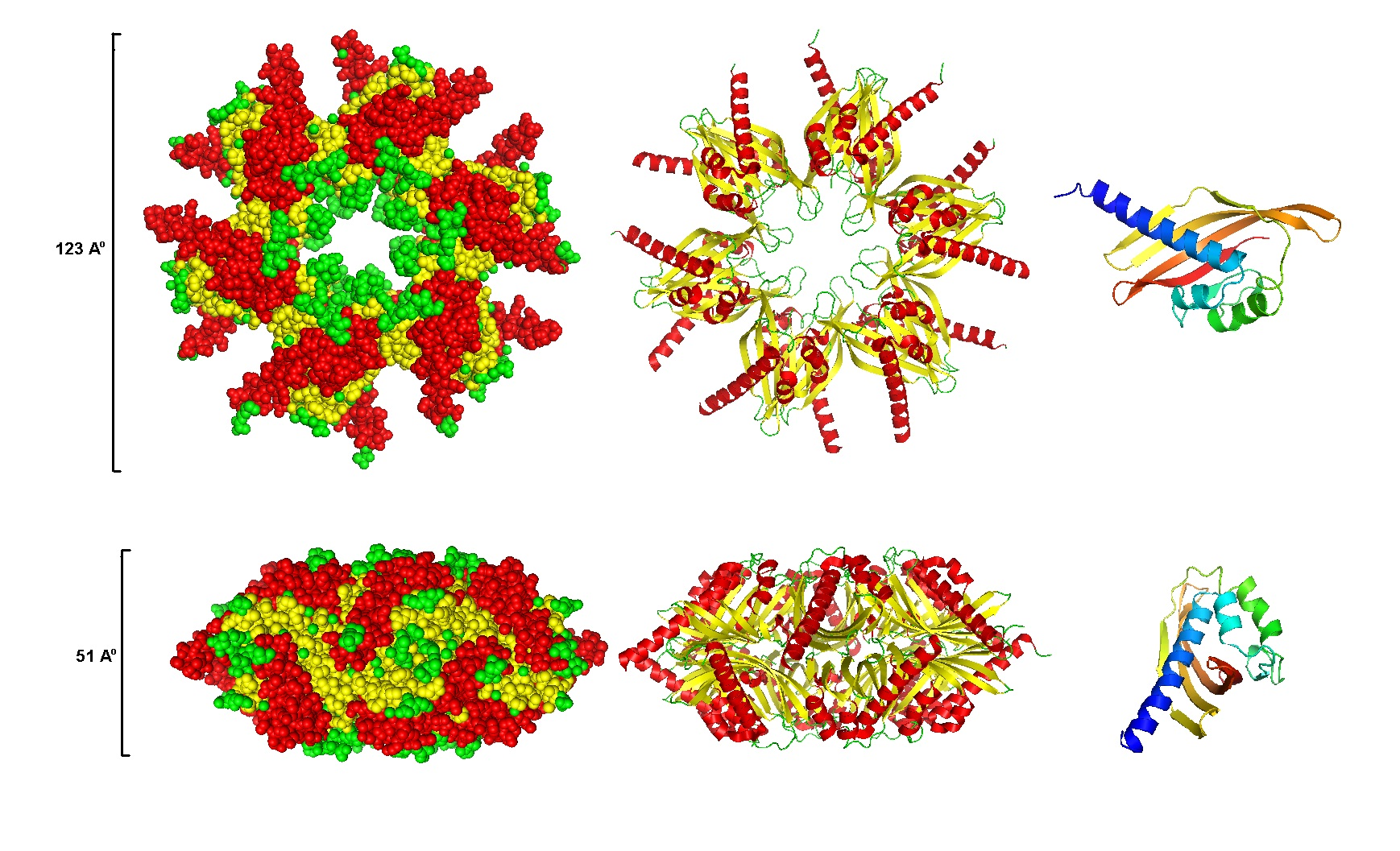
La structure du domaine de la CAMKII gamma, vue par pymol d'après PDB 2ux0 (à gauche) vue compacte (center) holoenzyme vue en feuillets bêta et hélices alpha (right) un monomère.

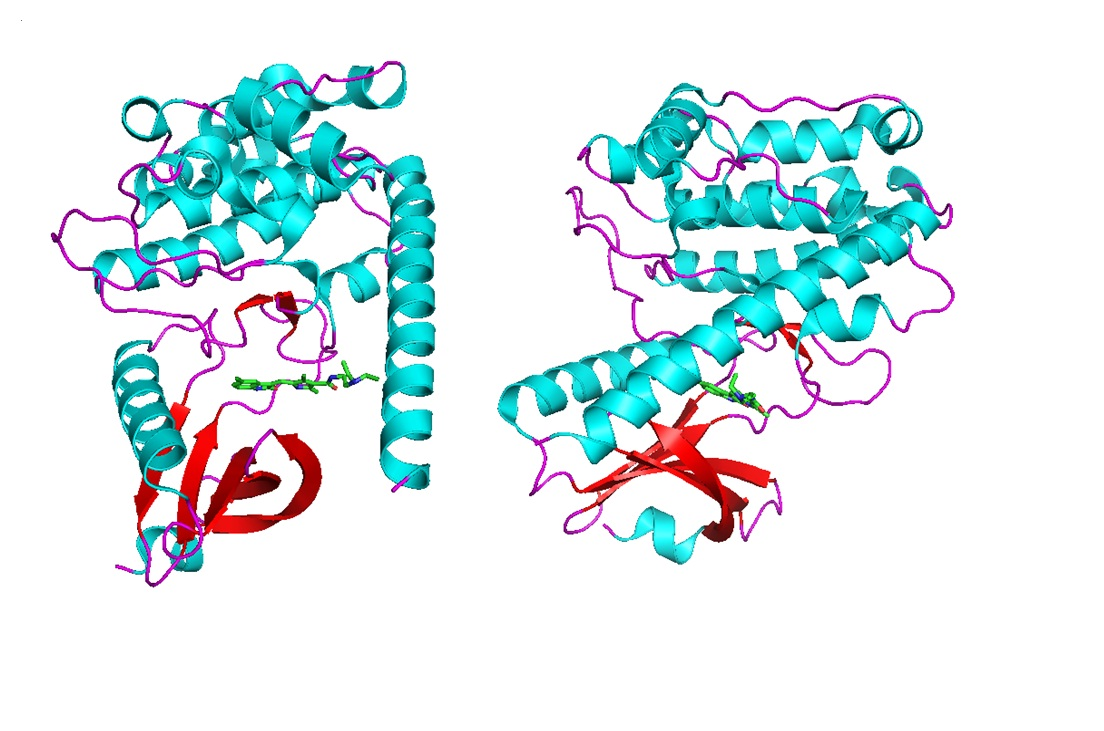
La structure du domaine kinase de la CaMKII, vue par pymol d'après PDB 2v70, les bâtons verts correspondent à des nucléotides.

Les CaM kinases possèdent un domaine catalytique N-terminal, un domaine régulateur, et un domaine d'association. Les enzymes s'assemblent en une holoenzyme de structure dodécamérique, les domaines catalytiques dirigés vers l'extérieur, ce qui leur permet de phosphoryler des résidus entre les sous-unités. En l'absence de Ca2+/calmoduline, le domaine catalytique est auto-inhibé par le domaine régulateur, qui contient une séquence de type pseudosubstrat. Plusieurs CaM-kinases s'agrègent en homooligomères ou hétérooligomères. Lors de l'activation par le complexe Ca2+/calmoduline, les CaM-kinases activées s'autophosphorylent les unes les autres au niveau du résidu thréonine 286. Cela entraîne deux effets :
1. L'augmentation de l'affinité pour le complexe calmoduline, ce qui prolonge la durée d'activité de la kinase ;
2. Une activité autonome du complexe des kinases phosphorylées même après sa dissociation d'avec le complexe calmoduline, ce qui prolonge encore plus l'état actif.

La phosphorylation au niveau des résidus 305/306, tous deux des thréonines, a un effet négatif sur la liaison du complexe Ca2+/calmoduline au sous-unités de l'enzyme, réduisant leur fonction.
L'introduction de mutations imitant ou empêchant les phosphorylations de l'enzyme à ces sites chez des souris a montré que ces deux types de mutations ont un effet sur la manière dont la mémoire à long terme est induite.

## Fonction
Du fait de ses capacités d'autophosphorylation, l'activité de la CaMK peut perdurer après la vague calcique intracellulaire requise pour son activation.
Dans les neurones, cette propriété est importante pour l'induction de la plasticité synaptique.
L'inhibition pharmacologique de la CaMKII bloque l'induction de la potentialisation à long terme (LTP). Une fois activée, la CamKII phosphoryle des récepteurs glutamatergiques post-synaptiques, et change ainsi les propriétés électriques de la synapse.

## Gènes
- CaMK I - CAMK1, CAMK1D, CAMK1G
- CaMK II - CAMK2A, CAMK2B, CAMK2D, CAMK2G
- CaMK IV - CAMK4